# 13688 Oklahoma
13688 Oklahoma (1997 RJ7) là một tiểu hành tinh vành đai chính được phát hiện ngày 9 tháng 9 năm 1997 bởi T. Stafford ở Zeno Observatory.